# Morten Sæther
Morten Sæther (ur. 12 maja 1959 w Lillehammer) – norweski kolarz szosowy i torowy, brązowy medalista szosowych mistrzostw świata.

## Kariera
Największy sukces w karierze Morten Sæther osiągnął w 1979 roku, kiedy wspólnie z Geirem Digerudem, Josteinem Wilmannem i Hansem Petterem Ødegårdem zdobył brązowy medal w drużynowej jeździe na czas na szosowych mistrzostwach świata w Valkenburgu. Był to jednak jedyny medal wywalczony przez niego na międzynarodowej imprezie tej rangi. W tej samej konkurencji Norwegowie z Sætherem w składzie zajęli też między innymi siódme miejsce na rozgrywanych dwa lata później mistrzostwach świata w Pradze oraz dziesiąte podczas mistrzostw świata w Villach w 1987 roku. Indywidualnie najlepsze wyniki osiągnął na mistrzostwach w Pradze oraz na mistrzostwach w Altenrhein w 1983 roku, gdzie zajmował 29. miejsce w wyścigu ze startu wspólnego amatorów. W 1984 roku wystartował na igrzyskach olimpijskich w Los Angeles, gdzie w drużynie był dziesiąty, a w wyścigu ze startu wspólnego był czwarty. Walkę o podium przegrał tam ze swym rodakiem Dagiem Otto Lauritzenem. Ponadto w latach 1979 i 1983 wygrywał niemiecki Berlin-Rundfahrt, w 1981 roku był najlepszy we włoskim Gran Premio Palio del Recioto, a rok później wygrał Giro del Veneto e delle Dolomiti. Zajął też drugie miejsce w klasyfikacji generalnej austriackiego Österreich-Rundfahrt i brytyjskiego Sealink Race w 1980 roku. Wielokrotnie zdobywał medale mistrzostw krajów nordyckich oraz szosowych mistrzostw Norwegii, a w latach 1980 i 1983 był też mistrzem kraju na torze.